# یواس‌اس ال‌اس‌تی-۳۹۱
یواس‌اس ال‌اس‌تی-۳۹۱ (به انگلیسی: USS LST-391) یک کشتی است که طول آن ۳۲۸ فوت (۱۰۰ متر) می‌باشد. این کشتی در سال ۱۹۴۲ ساخته شد.